# Gravitation (Buch)
Das Buch Gravitation behandelt die allgemeine Relativitätstheorie von Albert Einstein. Autoren sind Charles W. Misner, Kip S. Thorne und John A. Wheeler. Ursprünglich im Jahre 1973 bei W. H. Freeman and Company veröffentlicht, erscheint die  aktuelle Ausgabe (Stand 2020) bei Princeton University Press. Aufgrund seines großen Bekanntheitsgrades wird das Buch häufig mit MTW abgekürzt (Anfangsbuchstaben der Nachnamen Misner, Thorne und Wheeler). Die Titelseite wurde von Kenneth Gwin gezeichnet und zeigt einen Apfel mit Einkerbungen, welche die Geodäten auf der Apfeloberfläche veranschaulichen.
Das Buch umfasst zehn Teile mit insgesamt 44 Kapiteln, und das umfangreiche Literaturverzeichnis enthält zahlreiche Originalquellen. Das Buch gibt einen sehr umfassenden Überblick über die allgemeine Relativitätstheorie (Stand 1973) und ist auch aufgrund dieses Umfangs nur bedingt als einführender Text geeignet. Trotz seiner teilweisen Überalterung gilt es noch immer als wertvolle Referenz für fortgeschrittene Studierende und Wissenschaftler.

## Inhalt
Gravitation beginnt mit einer Darstellung der Physik der flachen Raumzeit (spezielle Relativitätstheorie). Dabei werden auch selten behandelte Themen erörtert, etwa die Analyse beschleunigter Beobachter im Rahmen der speziellen Relativitätstheorie. Es folgt eine Einführung in die Mathematik und Physik der gekrümmten Raumzeit, also die Domäne der allgemeinen Relativitätstheorie. Dies umfasst insbesondere die einsteinschen Feldgleichungen, deren Konsequenzen und experimentelle Überprüfungen sowie alternative Theorien der Gravitation. Exkurse verdeutlichen die historische Genese der allgemeinen Relativitätstheorie, und auch die grundsätzliche Natur der Raumzeit wird hinterfragt. Der hintere Teil des Buchs ist Themen mit astrophysikalischem Bezug gewidmet, etwa relativistischen Sternen, Schwarzen Löchern und Gravitationswellen. Es werden jedoch weder das große Gebiet des Gravitomagnetismus noch die Bezüge der allgemeinen Relativitätstheorie zur Quantenfeldtheorie diskutiert.
Das Buch ist in zwei sogenannte „Tracks“ aufgeteilt: Track 1 enthält die Kernthemen („the key physical ideas“), während Track 2 vertiefendes, häufig anspruchsvolleres Material enthält. (Wechsel zwischen den Tracks finden nicht nur von Kapitel zu Kapitel, sondern auch innerhalb der Kapitel statt.) Track 1 kann unabhängig von Track 2 gelesen werden, jedoch nicht umgekehrt. Der Haupttext sowohl von Track 1 wie auch von Track 2 wird ergänzt durch viele Textboxen mit zusätzlichen Informationen, und beide Tracks enthalten zahlreiche Übungsaufgaben.
Die notwendige Mathematik, hauptsächlich Tensoranalysis und Differentialformen in gekrümmter Raumzeit, wird ebenfalls entwickelt. Dies umfasst auch einführende Kapitel zu den speziellen Themen der Spinoren und des Regge-Kalküls. Zahlreiche Ideen der Höheren Mathematik werden durch Illustrationen veranschaulicht.
Die Autoren bemühen sich um eine einfache, verständliche Sprache, insbesondere auch Analogien zu Gegenständen des Alltags. Beispielsweise werden Tensoren als „Maschinen mit Steckplätzen“ (slots) bezeichnet. Die Anwendung der Tensoren auf Vektoren entspricht in diesem Bild dem Einführen der Vektoren in die Steckplätze.

## Vorzeichen- und Einheitenkonventionen
MTW nutzt die Vorzeichenkonvention {\displaystyle -+++} und rät von der Verwendung der Alternative {\displaystyle ++++} (mit imaginärer Zeitkoordinate {\displaystyle ict}) ab. Zu Beginn des Buches werden die Vorzeichenkonventionen zahlreicher anderer Autoren systematisch aufgelistet.
Das Buch nutzt geometrische Einheiten: Die Gravitationskonstante {\displaystyle G} und die Lichtgeschwindigkeit {\displaystyle c} werden gleich 1 gesetzt. Am Ende des Buches werden zahlreiche physikalische Größen im CGS-Einheitensystem und in geometrischen Einheiten angegeben.

## Auflagen und Übersetzungen
Das Buch ist in 24 Auflagen sowohl als Hard- wie auch als Softcover erschienen und wurde in zahlreiche andere Sprachen übersetzt, einschließlich Russisch, Chinesisch und Japanisch. Die Originalausgabe ist
- Charles W. Misner, Kip S. Thorne, John A. Wheeler: Gravitation, W. H. Freeman and Company, San Francisco 1973, ISBN 978-0-7167-0344-0.

Die aktuelle Ausgabe (Stand 2020) wurde am 24. Oktober 2017 veröffentlicht:
- Charles W. Misner, Kip S. Thorne, John A. Wheeler: Gravitation. Princeton University Press, Princeton 2017, ISBN 978-0-691-17779-3.

## Rezensionen
Das Buch gilt unter Physikern noch immer als Standardwerk, mit vorwiegend positiven Kritiken. Allerdings wird gelegentlich die Länge des Buches und die Art der Darstellung kritisiert.
So schreibt Ed Ehrlich:
“‚Gravitation‘ is such a prominent book on relativity that the initials of its authors MTW can be used by other books on relativity without explanation.” (Ed Ehrlich)
James Hartle schreibt dagegen in seinem Buch:
“Over thirty years since its publication, Gravitation is still the most comprehensive treatise on general relativity. An authoritative and complete discussion of almost any topic in the subject can be found within its 1300 pages. It also contains an extensive bibliography with references to original sources. Written by three twentieth-century masters of the subject, it set the style for many later texts on the subject, including this one.” (James Hartle)
Sean M. Carroll kommentiert in seinem eigenen, einführenden Text:
“The book that educated at least two generations of researchers in gravitational physics. Comprehensive and encyclopedic, the book is written in an often-idiosyncratic way that you will either like or not.” (Sean M. Carroll)
Pankaj Sharan stellt fest:
“This large sized (20cm × 25cm), 1272 page book begins at the very beginning and has everything on gravity (up to 1973). There are hundreds of diagrams and special boxes for additional explanations, exercises, historical and bibliographical asides and bibliographical details.” (Pankaj Sharan)
Und Ray D'Inverno wägt ab:
“I would also recommend looking at the relevant sections of the text of Misner, Thorne, and Wheeler, known for short as ‘MTW‘. MTW is a rich resource and is certainly worth consulting for a whole string of topics. However, its style is not perhaps for everyone (I find it somewhat verbose in places and would not recommend it for a first course in general relativity). MTW has a very extensive bibliography.” (Ray D'Inverno)
Gravitation wird von vielen anderen Büchern und Artikeln über allgemeine Relativitätstheorie zitiert, etwa George Efstathiou et al., Bernard F. Schutz, James Foster et al., Robert Wald and Stephen Hawking et al.
H. Goldstein schreibt in seinem prominenten Werk Classical Mechanics (2. Auflage):
“This massive treatise (1279 pages! (the pun is irresistible)) is to be praised for the great efforts made to help the reader through the maze. The pedagogic apparatus includes separately marked tracks, boxes of various kinds, marginal comments, and cleverly designed diagrams.” (Herbert Goldstein)
Die dritte Auflage des Buches von Goldstein beschreibt Gravitation als exzellente Quelle für Feldtheoretiker.